# The Darlington Arena
The Darlington Arena (Sponsorenname: The Northern Echo Darlington Arena) ist ein Rugby- und Fußballstadion in der englischen Stadt Darlington und war bis zur Einstellung des Spielbetriebes 2012 das Heimatstadion des FC Darlington, der in der Conference National spielte. Es war das größte Stadion der Conference National mit einer Kapazität von 25.000 Zuschauern, welches jedoch wegen lokalen Planungsgesetzen auf 10.000 beschränkt ist. 
Seit 2012 ist das Stadion in Besitz des Rugby-Union-Vereins Darlington Mowden Park RFC.

## Geschichte
Der FC Darlington spielte 120 Jahre (1883 bis 2003) im Feethams, das in der Nähe des Stadtzentrums lag, bis 2003 die Darlington Arena auf dem grünen Feld in der Ortsumgebung Darlingtons gebaut wurde.
Das Stadion hatte zuvor zahlreiche andere Namen und wurde ursprünglich Reynolds Arena genannt nach George Reynolds, dem damaligen Eigentümer des Vereins. Nach seinem Bankrott und seiner Verhaftung wurde das Stadion im April 2004 zum The New Stadium umbenannt. Seitdem hat der Verein die Namensrechte an verschiedene Sponsoren verkauft, unter anderem an Williamson Motors (Williamson Motors Stadium), 96.6 TFM (96.6 TFM Darlington Arena) und Balfour Webnet (Balfour Webnet Darlington Arena). Seit Februar 2009 ist das Stadion nach der lokalen Zeitung The Northern Echo benannt und heißt nun offiziell The Northern Echo Darlington Arena.
Das erste Spiel fand am 15. August 2003 zwischen dem FC Darlington und den Kidderminster Harriers statt, das eine Zuschauerzahl von 11.600  hatte und das Darlington mit 0:2 verlor. Seitdem wird das Stadion im Durchschnitt von 3.000 bis 4.000 Zuschauern besucht. Zu den Ausnahmen gehören Derbys wie im März 2007 gegen den Lokalrivalen Hartlepool United, das von 10.121 Zuschauern besucht wurde.
Während der Saison 2009/10 reduzierte sich die durchschnittliche Zuschauerzahl auf unter 2.000, welches die zweit-niedrigste der Liga war. Dies geschah wegen einer sehr schwachen Saison des Vereins, wonach der FC Darlington in die Football Conference abstieg. Die höchste Zuschauerzahl in dieser Saison betrug nur 2.744, wobei die niedrigste 1.296 betrug. In der Saison 2010/11 hatte Darlington das größte Stadion der Football Conference mit einer Höchstkapazität von 25.000.

## Weitere Nutzungen

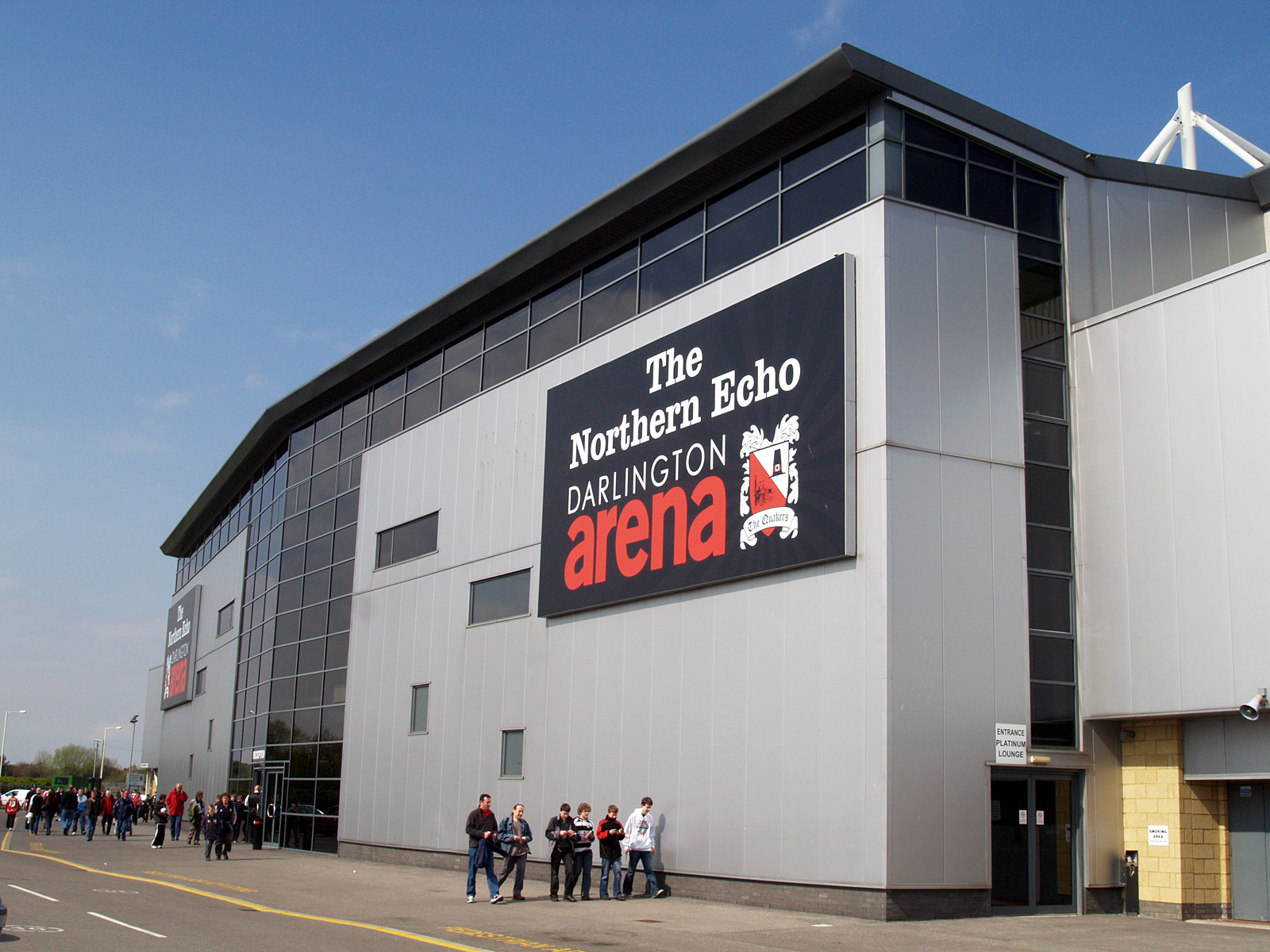
Die Fassade der Darlington Arena

Darlington beabsichtigte, das Stadion für Musikkonzerte zu nutzen, um die Einnahmen für den Verein zu erhöhen. Das erste Konzert sollte im Juni 2007 stattfinden, das jedoch drei Monate zuvor vom Verein selbst abgebrochen wurde. Dadurch war Elton John am 5. Juli 2008 der erste Künstler in der Arena.
Die weitere Nutzung war ungewiss, da der neue Verein Darlington 1883 seit der Saison 2012/2013 im Dean Street Stadium im zehn Meilen entfernten Shildon spielt. Im Dezember 2012 wurde der Darlington Mowden Park RFC als Besitzer und Nachnutzer gefunden.